# Laurentiuskapelle (Hof Esselbrunn)

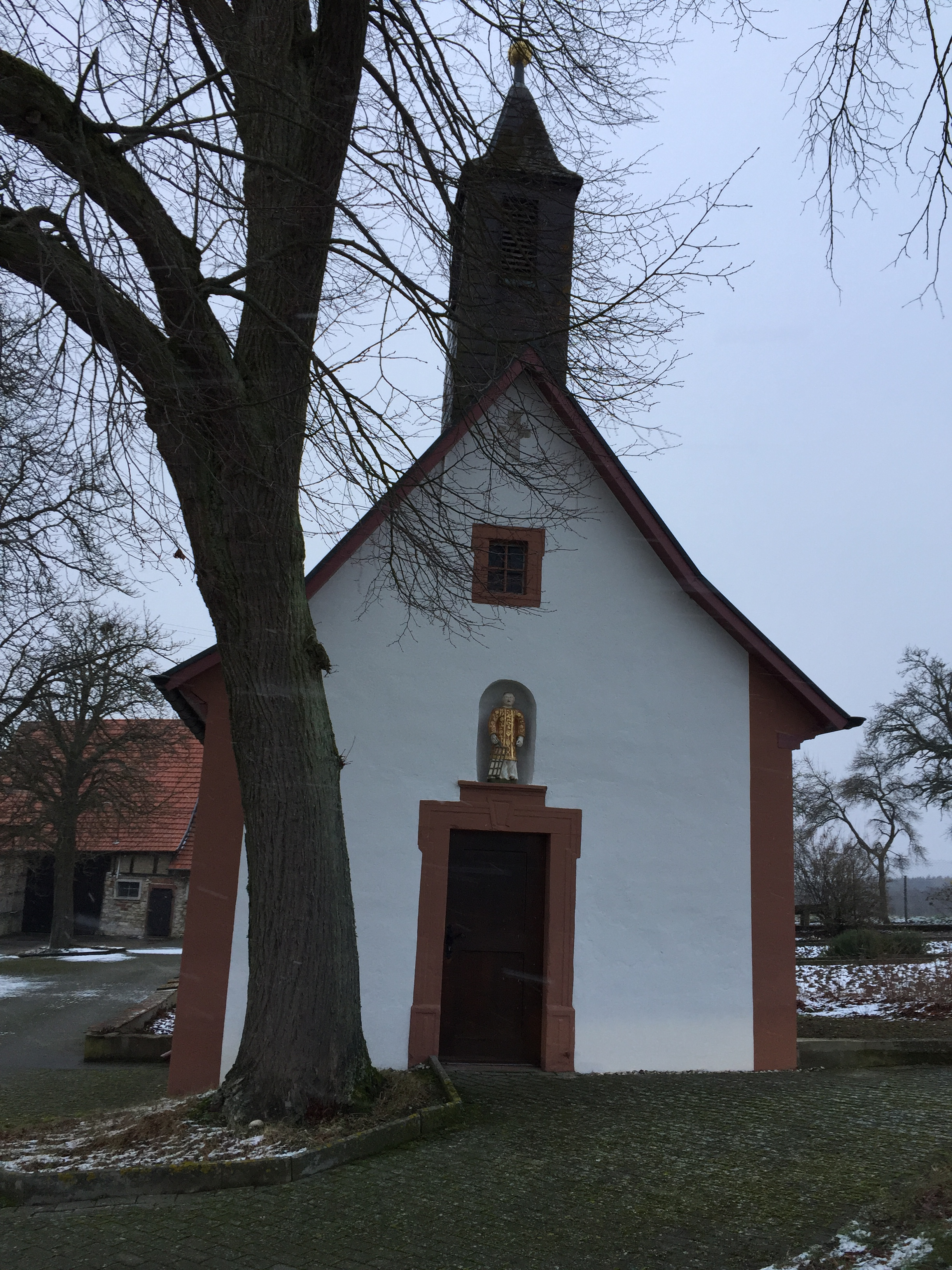
Die Laurentiuskapelle in Hof Esselbrunn, 2018

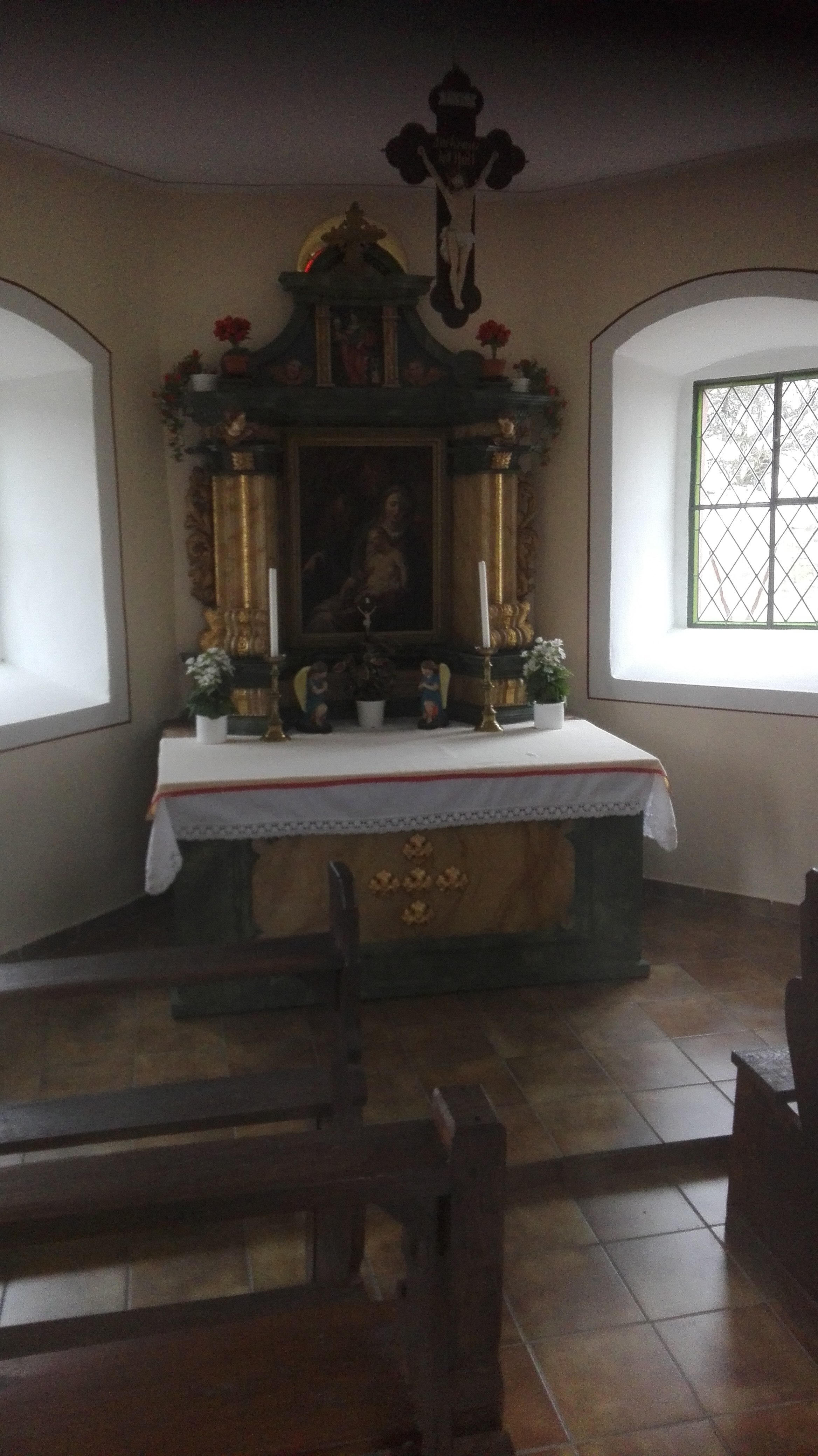
Der Altar der Laurentiuskapelle, 2018

Die römisch-katholische Laurentiuskapelle in Hof Esselbrunn, einer Kleinsiedlung, die auf der Gemarkung des Königheimer Ortsteils Gissigheim im Main-Tauber-Kreis liegt, wurde 1737 erbaut. Die Kapelle gehört zur Seelsorgeeinheit Königheim, die dem Dekanat Tauberbischofsheim des Erzbistums Freiburg zugeordnet ist.

## Geschichte
Die Kapelle wurde 1737 von dem damaligen Besitzer Lorenz Künzig erbaut.

## Kapellenbau und Ausstattung
Es handelt sich um einen schlichten Kapellenbau von 1737 mit Dachreiter, geohrten Fenstern und Portal. Über der Eingangstüre befindet sich eine Statue des heiligen Laurentius von Rom. Die Kapelle besteht aus drei Sitzreihen auf beiden Seiten und einem Altar, der aus dem Kloster Amorbach geliefert wurde. Zudem verfügt die Kapelle noch über elektronische Glocken, die um 6, 12 und 18 Uhr ertönen. Das Bild auf dem Altar stammt von einem unbekannten Künstler aus dem Jahre 1650. Die Kapelle ist gewöhnlich verschlossen. Einen Schlüssel für die Kapelle besitzen die Bewohner des angrenzenden Hofs.